# إريك فيرمولين (دراج)
إريك فيرمولين (بالفرنسية: Eric Vermeulen)‏ هو دراج فرنسي، ولد في 12 أبريل 1954 في Saint-Quentin-de-Baron ‏ في فرنسا.

## وصلات خارجية
- إريك فيرمولين على موقع أرشيف الدراجات (الإنجليزية)
- إريك فيرمولين على موقع اللجنة الأولمبية الدولية (الإنجليزية)
- إريك فيرمولين على موقع أوليمبيديا (الإنجليزية)